# A Dark Enchanted Crystal Night
A Dark Enchanted Crystal Night är det tyska power metal-bandet Crystallions debutalbum, utgivet i december 2006 på STF-Records.

## Låtlista
1. "A Dark Enchanted Crystal Night" (instrumental) – 0:55
2. "Guardians of the Sunrise" – 5:11
3. "Visions" – 8:02
4. "Eternia" – 6:40
5. "Crystal Clear" – 6:12
6. "Tears in the Rain" – 6:57
7. "Dragonheart" – 8:18
8. "Burning Bridges" – 6:44
9. "The Final Revelation" – 9:30

## Medverkande
Musiker
- Thomas Strübler – sång, körsång
- Patrick Juhász – leadgitarr
- Manfred Stief – rytmgitarr
- Steven Hall – basgitarr
- Manuel Schallinger – keyboard, körsång
- Martin Herzinger – trummor

Bidragande musiker
- Gary Nagy – gitarrsolo
- D.C. Crow – sång
- Marlene Kendler – körsång
- Florian Tewes – körsång

Produktion
- Gary Nagy – producent, inspelningstekniker, mixning, mastering
- Ivo Klaus – skivomslag, albumkonst
- Steven Hall – omslagskoncept
- Martin Herzinger – layout
- Herbert Pawlitschek – foto